# Incursione ottomana sulle Isole Baleari (1501)
L'incursione ottomana sulle Isole Baleari fu un'operazione militare avvenuta nel 1501 sotto la guida dell'ammiraglio ottomano Kemal Reis. Questa razzia avvenne in combinazione agli attacchi in Sardegna ed a Pianosa (presso l'isola d'Elba).
Nel 1501 l'incursione alle Baleari fu uno dei primi interventi militari degli ottomani nel Mediterraneo occidentale. Queste azioni militari furono la risposta alla caduta di Granada e un aiuto ai governanti musulmani in Spagna che avevano richiesto aiuto all'Impero ottomano nella loro guerra contro la Corona di Castiglia. A questa richiesta il sultano ottomano Bayezid II aveva risposto inviando una flotta al comando di Kemal Reis perché attaccasse la costa spagnola. Nel 1487 e nuovamente nel 1492 quando cadde Granada, la flotta ottomana venne utilizzata principalmente per raccogliere i fuggitivi e trasportarli sani e salvi sulle coste del Nord Africa.
Uno dei marinai spagnoli catturati dagli ottomani aveva con sé una delle prime mappe delle Americhe disegnata pare dalla mano dello stesso Cristoforo Colombo.